# Walter Muñoz Céspedes
Walter Muñoz Céspedes (Desamparados, 11 de abril de 1957) es un médico y político costarricense, diputado de la Asamblea Legislativa de Costa Rica y seis veces candidato presidencial del Partido Integración Nacional.
Muñoz fue candidato presidencial por el conservador Partido Integración Nacional en las elecciones presidenciales de 1998, de 2002, de 2006, de 2010, de 2014 y de 2022 (en todas obteniendo alrededor del 1% de los votos), si bien en las de 2010 retiraría su candidatura a favor de Ottón Solís (PAC). Fue candidato a diputado en 1998, en el 2006, en el 2010 y en el 2018; logrando la diputación en 1998 y 2018. Como diputado en el período 1998-2002 fue presidente de la Comisión de Asuntos Internacionales de la Asamblea Legislativa de Costa Rica y se destacó por su férrea oposición al proyecto de privatización energética conocido como Combo del ICE. Actualmente es Presidente de la Comisión de Derechos Humanos y Políticas Carcelarias del Parlamento Latinoamericano y como tal se opuso al encarcelamiento del sindicalista Carlos Andrés Pérez Sánchez después de la Huelga Nacional del año 2018. También se opuso al proyecto conocido como "ley antihuelgas", presentado por Carlos Benavides Jiménez, y lideró la presentación de una consulta de constitucionalidad para tratar de frenar la iniciativa, sin embargo al final fue aprobada.
En 2020, al discutirse en la Asamblea Legislativa la contratación de un préstamo por $504 millones de dólares con el Fondo Monetario Internacional se posicionó como férreo opositor de dicho expediente, al alegar que implicaba la venta de activos estatales.